# Pastaza (genre)
Genre
Pastaza est un genre d'araignées mygalomorphes de la famille des Microstigmatidae.

## Répartition
Les espèces de ce genre sont endémiques d'Équateur.

## Liste des espèces
Selon World Spider Catalog (version 26, 12/08/2025) :
- Pastaza aureliae Dupérré & Tapia, 2025
- Pastaza roberti Dupérré & Tapia, 2025
- Pastaza vegai Dupérré & Tapia, 2025

## Systématique et taxinomie
Ce genre a été décrit par Dupérré et Tapia en 2025 dans les Microstigmatidae.

## Publication originale
- Dupérré & Tapia, 2025 : « Revision of the Ecuadorian Microstigmatidae (Araneae: Mygalomorphae), with the description of six new species. » European Journal of Taxonomy, vol. 1007, p. 87-132 (texte intégral).